# Magali Thiébaut
Pour les articles homonymes, voir Thiébaut.
Magali Thiébaut, née le 15 mai 1976 , est une kayakiste française de descente.

## Carrière
Elle remporte la médaille d'argent en K-1 classique individuel aux Championnats du monde de descente 2000 à Treignac.
Elle est médaillée d'or de K-1 classique par équipe à trois reprises, aux Championnats du monde de descente 1998 à Garmisch-Partenkirchen avec Anne-Fleur Sautour et Anne-Blandine Crochet, aux Mondiaux de 2000 à Treignac avec Laurence Bénézit et Anne-Blandine Crochet et aux Championnats du monde de descente 2002 à Valsesia avec Nathalie Leclerc et Anne-Blandine Crochet. 